# کالراس
کالراس (به انگلیسی: Culross) یک روستا در اسکاتلند است که در فایف واقع شده‌است. کالراس ۳۹۵ نفر جمعیت دارد.